# Павел Лижин

## Биографија

### Почеци (1999-2002)
Павел Лижин је дебитовао на међународним такмичењима на Европском јуниорском првенству 1999. у Риги и освојио сребрну медаљу у бацању диска бацивши 52,15 м. Победио га је Рутгер Смитиз Холандије. На истом такмичењу у бацању кугле је био четврти са 17,51 м.

Наредне године на Светском јуниорском првенству у Сантијагу де Чиле, завршио четврти у бацању диска иако је бацио 19,00 метара. На истом такмичењу у бацању диска (1,750 кг) завршио је као седми са 56,24 м.
Године 2001. је учествовао у на 23. Европском првенству у Амстердаму и осваја осмо место у бацању кугле (18,59 м.). Следеће године је учествовао на Европском дворанском првенству у Бечу, где се пласирао у финале и завршио на седмом месту (19,79).

### Првак Европе до 23 године 2003.
На Европско првенству за младе до 23 године 2003. у Бидгошчу освојио је златну медаљу бацањем на даљину од 20,43 метра.
Током 2003. је значајно поправио свој лични рекорд на 20,86 метара на такмичењу у Минску и приближио се првој десеторици на светској ранг листи ове године.
За Светском првенству 2003. у Паризу, није успео у да уђе у финале бацањем од 19,84 м.. Убрзо након тога, успео је да освоји сребрну медаљу на Универзијади 2003. у Тегуу иза свог земљака Андреја Михневича, који је освојио титулу за само четири центиметра.